# Thomas Jonathan Jackson Altizer
Thomas Jonathan Jackson Altizer (28 de septiembre de 1927-28 de noviembre de 2018) fue un teólogo radical estadounidense que incorporó la concepción de la Muerte de Dios de Friedrich Nietzsche en sus enseñanzas.

## Biografía
Dando clases en Emory, los puntos de vista religiosos de Altizer aparecieron en artículos de la revista Time en 1965 y 1966, el último de ellos en plena Pascua y su portada aparecía en letras rojas en negrita sobre un fondo negro: Is God Dead?.
Afirmó repetidamente que el desprecio, indignación y amenazas de muerte recibidas estuvieron fuera de lugar. La proclamación religiosa de la muerte de Dios (en realidad un auto-extinción) aparece como un proceso que comienza en la creación del mundo y llega a su fin a través de Jesucristo, cuya crucifixión en realidad derramaba espíritu lleno de Dios en este mundo. Para el desarrollo de su posición, Altizer se basó en el pensamiento dialéctico de Hegel, los escritos visionarios de William Blake, el pensamiento antroposófico de Owen Barfield y aspectos de Mircea Eliade sobre lo sagrado y lo profano.
A mediados de 1960 se vio envuelto en discusiones acerca de sus puntos de vista con otros teólogos cristianos radicales, tales como Gabriel Vahanian, William Hamilton, y Paul Van Buren, y también con el rabino judío Richard Rubenstein. Cada uno de estos pensadores parecían formar una amplia red de pensadores que se aferraban a las diferentes versiones de la muerte de Dios. Altizer también entró en debates formales críticos con el teólogo de la Iglesia Evangélica Luterana John Warwick Montgomery, y el apologista del Christian countercult movement Walter Ralston Martin.
Vivía en Mount Pocono, Pensilvania y sus memorias se titulan Living the Death of God. Fue profesor emérito de Estudios Religiosos en la State University de Nueva York en Stony Brook. Murió el 28 de noviembre de 2018.

## Obras
- Contemporary Jesus (Albany: State University of New York Press, 1997). ISBN 0-7914-3375-7
- Descent into Hell (Philadelphia: J. B. Lippincott, 1970).
- Genesis and Apocalypse: A Theological Voyage Toward Authentic Christianity (Louisville: Westminster/John Knox 1990) ISBN 0-664-21932-2
- Genesis of God, (Louisville: Westminster/John Knox Press, 1993). ISBN 0-664-21996-9
- Godhead and The Nothing (Albany: State University of New York Press, 2003). ISBN 0-7914-5795-8
- The Gospel of Christian Atheism (Philadelphia: Westminster Press, 1966).
- History as Apocalypse, (Albany: State University of New York Press, 1985). ISBN 0-88706-013-7
- Living the Death of God: A Theological Memoir (Albany: State University of New York Press, 2006). ISBN 0-7914-6757-0
- Mircea Eliade and The Dialectic of the Sacred (Philadelphia: Westminster Press, 1963),(Westport: Greenwood Press, 1975). ISBN 0-8371-7196-2
- New Apocalypse: The Radical Christian Vision of William Blake (Aurora: Davies Group, 2000). ISBN 1-888570-56-3
- New Gospel of Christian Atheism (Aurora: Davies Group, 2002). ISBN 1-888570-65-2
- Oriental Mysticism and Biblical Eschatology (Philadelphia: Westminster, 1961).
- The Self-Embodiment of God (New York: Harper & Row, 1977). ISBN 0-06-060160-4
- Total Presence: The Language of Jesus and the Language of Today (New York: Seabury Press, 1980). ISBN 0-8164-0461-5
  - (ed). Toward A New Christianity: Readings in the Death of God (New York: Harcourt, Brace & World, 1967).
  - with William Hamilton, Radical Theology and the Death of God (Harmondsworth: Penguin, 1968).
  - Hamilton, William, A Quest for the Post-Historical Jesus (London, New York: Continuum International Publishing Group, 1994). ISBN 978-0-8264-0641-5